# Choceňské Předměstí
Choceňské Předměstí (německy Chotzener Vorstadt) je část města Vysoké Mýto v okrese Ústí nad Orlicí. Nachází se na severovýchodě Vysokého Mýta. Prochází zde silnice II/357. V roce 2009 zde bylo evidováno 542 adres. V roce 2001 zde trvale žilo 1493 obyvatel.
Choceňské Předměstí leží v katastrálním území Vysoké Mýto o výměře 27,55 km2.